# Claudia (Vestalin)
Claudia war ein im 2. Jahrhundert v. Chr. lebendes Mitglied des altrömischen Patriziergeschlechts der Claudier und eine Vestalin.

## Leben
Claudia war eine Tochter des Konsuls von 143 v. Chr., Appius Claudius Pulcher. Dieser wollte während seines Konsulats unbedingt einen Triumph feiern und bekriegte zu diesem Zweck mangels anderer Alternativen den im nordwestlichen Italien ansässigen Stamm der Salasser.
Allerdings musste er anfangs eine schwere Niederlage gegen das Alpenvolk einstecken und brachte erst nach Durchführung eines Opferrituals durch die Decemvirn in einer zweiten Schlacht einen mäßigen Erfolg zustande. Dem Senat erschien die Leistung des Konsuls als zu unbedeutend, um ihm dafür einen Triumph zu gewähren. Appius Claudius Pulcher fügte sich dieser Entscheidung des Senats nicht und führte den Triumph auf eigene Kosten durch. Ein Volkstribun suchte das Vorhaben des Konsuls gewaltsam zu unterbinden. Doch die als Vestalin sakrosankte Claudia bewies ihre Liebe zu ihrem Vater, indem sie sich zu ihm auf den Triumphwagen stellte und so kraft ihrer Unverletzlichkeit verhinderte, dass er vom Gefährt heruntergezerrt werden konnte.
Auf Münzen, die der claudische Münzmeister Gaius Clodius Vestalis 41 v. Chr. prägen ließ, ist eine sitzende weibliche Gestalt abgebildet, die als Anspielung auf die Vestalin Claudia gedeutet wird.
Eine gleichnamige Schwester Claudias heiratete den Volkstribunen von 133 v. Chr., Tiberius Sempronius Gracchus.